# Celebrazione dei 2500 anni dell'Impero Persiano

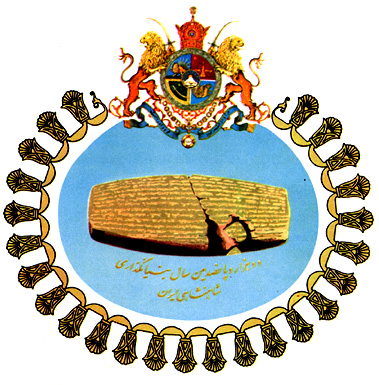
il cilindro di Ciro si trova al centro dell'emblema per la celebrazione dei 2500 anni dell'Impero persiano

La Celebrazione dei 2500 anni dell'Impero Persiano è consistita in una complessa serie di cerimonie che hanno avuto luogo dal 12 al 16 ottobre 1971, in occasione del 2500º anniversario della fondazione dell'Impero Achemenide (il primo Impero Persiano) da parte di Ciro il Grande. L'intento della celebrazione era quello di glorificare l'antica civiltà e la storia iraniana per mostrare i suoi progressi contemporanei sotto Mohammad Reza Pahlavi, lo Scià dell'Iran, che si mostrava il restauratore dell'"Onore" della Persia.

Nastrino della medaglia commemorativa dei 2500 anni

Nastrino della medaglia di Persepoli

## Preparativi

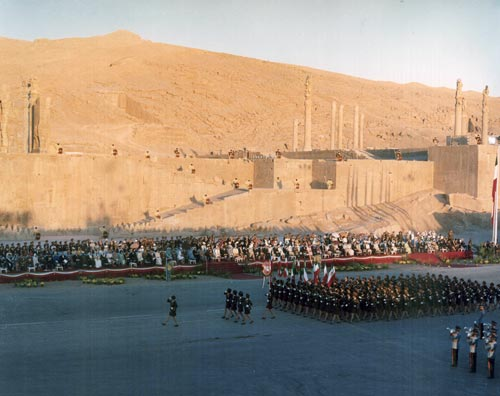
Celebrazione dei 2500 anni dell'Impero persiano a Persepoli, ottobre 1971.

La pianificazione dell'evento durò un intero anno, secondo il documentario della BBC Storyville Decadence and Downfall: The Shah of Iran's Ultimate Party, che ha intervistato le persone incaricate dallo Scià di organizzare la festa. Il cilindro di Ciro venne inserito nel logo ufficiale come simbolo dell'evento. Con la decisione di tenere la manifestazione principale presso l'antica città di Persepoli, vicino Shiraz, le infrastrutture locali dovettero essere migliorate, e tra queste l'aeroporto di Shiraz e una strada per Persepoli. Mentre la stampa e il personale di supporto erano alloggiati a Shiraz, le principali commemorazioni vennero pianificate a Persepoli che per l'occasione divenne il sito di una tendopoli molto sofisticata. La zona intorno a Persepoli venne disinfestata dai serpenti e altri rettili. Altri eventi si svolsero a Pasargade, il sito della Tomba di Ciro, e a Teheran.

## La città tendata di Persepoli

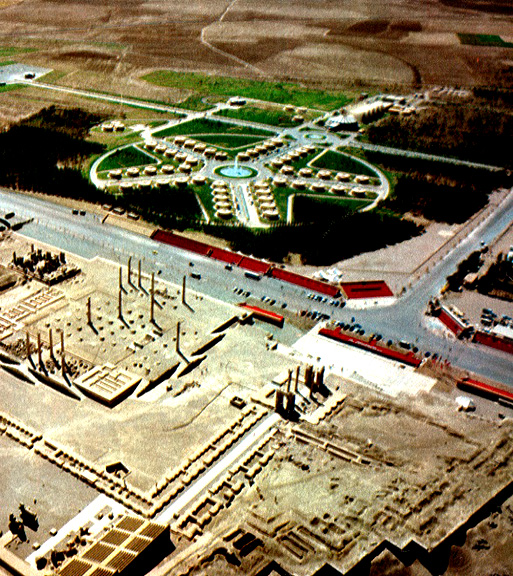
Città tendata di Persepoli nel 1971

La Città tendata (o Golden City) fu progettatata dalla Maison Jansen di Parigi, specializzata in arredamenti d'interni, su una superficie di 0,65 km², ispirandosi all'incontro tra Francesco I di Francia e Enrico VIII d'Inghilterra avvenuto nel campo del Drappo d'Oro nel 1520. Vennero realizzate cinquanta 'tende' (in effetti degli appartamenti di lusso prefabbricati, ricoperti all'esterno con una tenda in tela secondo la tradizione persiana) disposte a stella intorno ad una fontana centrale, e con un gran numero di alberi, piantati intorno all'accampamento in pieno deserto, ricreando quella che doveva essere l'antica Persepoli. Ogni tenda aveva collegamenti telefonici e telex diretti con il paese dei personaggi ospitati e tutte le celebrazioni vennero trasmesse in mondovisione per mezzo di un collegamento via satellite.
La grande Tenda d'onore venne progettata per ospitare i dignitari. La Sala dei banchetti era la struttura più grande e misurava 68 × 24 metri. Il sito tendato era circondato da giardini di alberi e altre piante giunte dalla Francia e disposti nelle adiacenze delle rovine di Persepoli. I servizi di ristorazione vennero forniti da Maxim de Paris, che chiuse il suo ristorante a Parigi per quasi due settimane per approntare il servizio. Il leggendario albergatore Max Blouet decise di rientrare dal pensionamento per supervisionare il banchetto. Lanvin disegnò le divise della servitù della famiglia imperiale. 250 limousine rosse della Mercedes-Benz vennero utilizzate per portare gli ospiti dall'aeroporto a Persepoli e ritorno. Le stoviglie furono create, per l'occasione, dalla manifattura di Limoges e la biancheria da Porthault.

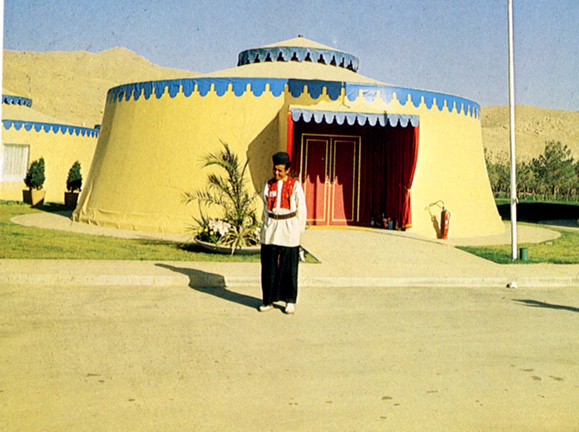
Tenda a Persepoli nel 1971

## Festeggiamenti

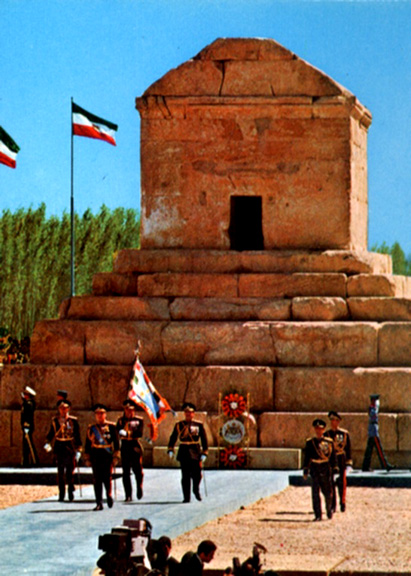
Tomba di Ciro a Pasargade, dove è iniziata la calebrazione.

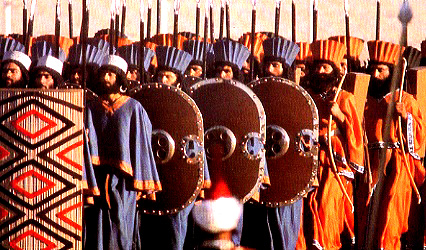
Immortali, durante le celebrazioni.

I festeggiamenti vennero aperti il 12 ottobre 1971, quando lo Scià e la moglie resero omaggio alla tomba di Ciro il Grande nel suo mausoleo a Pasargade. Per i due giorni seguenti, lo Scià e la moglie accolsero gli ospiti che arrivano, direttamente dall'aeroporto di Shiraz. Il 14 ottobre, venne data una grande cena di gala, nella Sala dei banchetti, in occasione del compleanno della moglie dello Scià. Sessanta membri di famiglie reali e capi di stato si radunarono presso l'unico grande tavolo a serpentina presente nella Sala dei banchetti. Il brindisi ufficiale fu fatto con Dom Perignon Rosé 1959.
I cibi e i vini vennero forniti dal ristorante Maxim's. Il menù era:
- Uova di quaglia stufate con caviale imperiale del mar Caspio (allo Scià vennero serviti carciofi dato che era allergico al caviale), Champagne e Château de Saran
- Mousse di code di gamberi con salsa Nantua, Château Haut-Brion Blanc 1964
- Arrosto di sella d'agnello con tartufi, Château Lafite Rothschil 1945
- Sorbetto di champagne, Moët et Chandon 1911
- 50 pavoni arrosto - antico simbolo nazionale dell'Iran, con inserite le piume della coda, ripieni di foie gras, accompagnati da quaglie arrosto e un'insalata di noci e tartufo, Musigny Comte Georges de Vogüé 1945
- Anello di fichi freschi con panna, glassato al Porto, con lampone, champagne e sorbetto, Dom Pérignon Rose 1959 riserva vintage
- Caffè
- Cognac, Prince Eugene of Savoy

Seicento ospiti cenarono per più di cinque ore e mezzo, rendendo così il banchetto, come il più lungo e sontuoso ricevimento ufficiale nella storia moderna come registrato nelle edizioni successive del Guinness dei Primati. Seguì uno spettacolo di suoni e luci, il Polytope of Persepolis, una creazione di Iannis Xenakis, accompagnato dal pezzo di musica elettronica, Persepolis, appositamente commissionato a conclusione della serata. Il giorno successivo ci fu una sfilata di eserciti di diversi imperi iraniani che coprì due millenni e mezzo di storia. Sfilarono 1.724 uomini delle forze armate iraniane, tutti in costume d'epoca. In serata, si tenne una "festa persiana tradizionale", meno formale, nella Sala dei banchetti come evento conclusivo a Persepoli.
L'ultimo giorno, lo Shah inaugurò la Torre Shahyad (in seguito ribattezzata Torre Azadi dopo la rivoluzione iraniana) a Teheran, per commemorare l'evento. La torre è stata anche sede del Museo di Storia persiana. In essa è stato esposto il cilindro di Ciro, che lo Scià promosse come "la prima carta dei diritti umani della storia". Il cilindro fu anche il simbolo ufficiale delle celebrazioni, e il primo discorso dello Scià alla tomba di Ciro, elogiò la libertà che esso aveva proclamato, due millenni e mezzo prima. I festeggiamenti si conclusero con l'omaggio che lo Scià rese a suo padre, Reza Shah Pahlavi, al suo mausoleo.
L'evento riunì i sovrani di due delle più antiche monarchie esistenti, lo Scià e l'imperatore Hailé Selassié d'Etiopia. Entro la fine del decennio, le due monarchie avrebbero cessato di esistere.

## Sicurezza
La sicurezza fu una preoccupazione importante. Persepoli fu il luogo privilegiato per i festeggiamenti poiché isolato e quindi poteva essere ben protetto, una considerazione molto importante quando molti dei leader mondiali erano radunati lì. I servizi di sicurezza dell'Iran, SAVAK, arrestarono e presero in "preventiva custodia" chiunque fosse sospettato di essere un potenziale "piantagrane".

## Critiche
Critiche vennero espresse dalla stampa occidentale e da religiosi musulmani, come Khomeini e i suoi seguaci; Khomeini chiamò l'evento la "festa del Diavolo". Il Ministero della Corte iraniana disse che la spesa era stata di 17 milioni di dollari, mentre Ansari, uno degli organizzatori, parlò di 22 milioni di dollari. La cifra reale è difficile da calcolare esattamente, ma potrebbe aver superato i 200 milioni di dollari. I difensori delle celebrazioni sottolineano i benefici prodotti dall'evento, come ad esempio l'apertura di musei, il miglioramento delle infrastrutture e il suo effetto positivo sulle pubbliche relazioni internazionali dell'Iran.

## Elenco degli ospiti

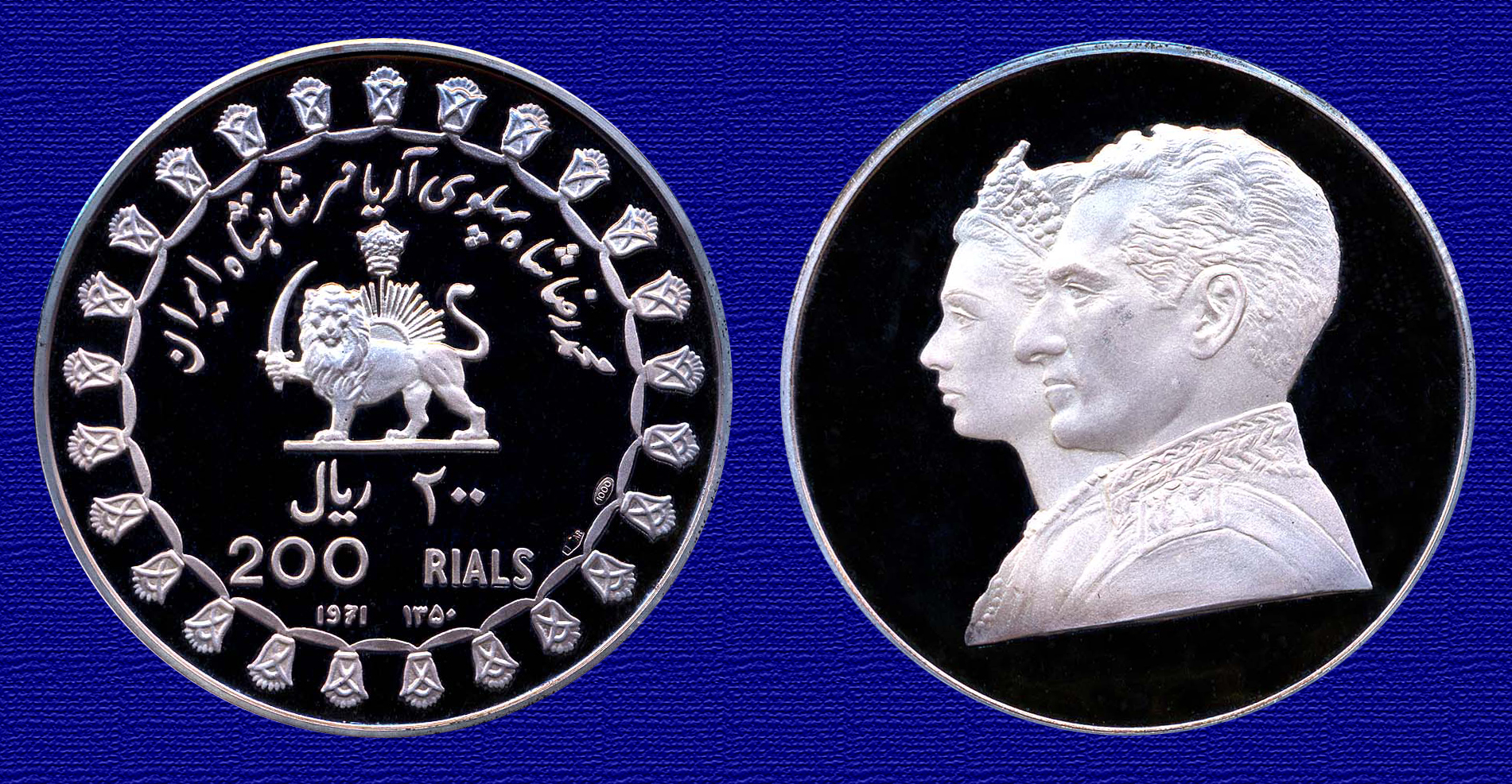
Moneta commemorativa di una serie di 9 monete in oro e argento, coniate in occasione della celebrazione

Alla regina Elisabetta II d'Inghilterra venne consigliato di non partecipare, per problemi di sicurezza. Venne rappresentata dal marito Filippo di Edimburgo e dalla figlia Anna. Fra gli altri governanti che non parteciparono vi furono il presidente degli USA Richard Nixon e quello francese Georges Pompidou. Nixon aveva in precedenza pensato di partecipare, ma successivamente inviò il vicepresidente Spiro Agnew.
Alcuni degli ospiti invitati:

### Re e principi
| Titolo                | Ospite                             | Paese               |
| --------------------- | ---------------------------------- | ------------------- |
| Imperatore            | Hailé Selassié                     | Etiopia             |
| Re                    | Federico IX                        | Danimarca           |
| Regina                | Ingrid                             | Danimarca           |
| Re                    | Baldovino                          | Belgio              |
| Regina                | Fabiola                            | Belgio              |
| Re                    | Hussein                            | Giordania           |
| Principessa           | Muna                               | Giordania           |
| Re                    | Mahendra                           | Nepal               |
| Regina                | Ratna                              | Nepal               |
| Re                    | Olav V                             | Norvegia            |
| Emiro                 | Sheikh Isa bin Salman Al Khalifa   | Bahrein             |
| Emiro                 | Sheikh Ahmad bin Ali Al Thani      | Qatar               |
| Emiro                 | Sheikh Sabah III Al-Salim Al-Sabah | Kuwait              |
| Re                    | Costantino II                      | Grecia              |
| Regina                | Anna Maria                         | Grecia              |
| Sultano               | Qabus dell'Oman                    | Oman                |
| Sardar                | Abdul Wali Khan                    | Afghanistan         |
| Principessa           | Bilqis Begum                       | Afghanistan         |
| Re                    | Moshoeshoe II                      | Lesotho             |
| Re                    | Tunku Abdul Halim                  | Malaysia            |
| Regina                | Tuanku Bahiyah                     | Malaysia            |
| Presidente            | Zayed bin Sultan Al Nahyan         | Emirati Arabi Uniti |
| Principe              | Franz Josef II                     | Liechtenstein       |
| Principessa           | Georgina von Wilczek               | Liechtenstein       |
| Principe              | Ranieri III                        | Monaco              |
| Principessa           | Grace di Monaco                    | Monaco              |
| Granduca              | Jean                               | Lussemburgo         |
| Granduchessa          | Josephine Charlotte                | Lussemburgo         |
| Principe              | Bernhard von Lippe-Biesterfeld     | Paesi Bassi         |
| Duca di Edimburgo     | Filippo                            | Regno Unito         |
| Principessa           | Anna                               | Regno Unito         |
| Principe              | Aga Khan IV                        | Francia             |
| Begum                 | Begum Om Habibeh Aga Khan          | Francia             |
| Principe della Corona | Carl Gustaf                        | Svezia              |
| Principe              | Juan Carlos                        | Spagna              |
| Principessa           | Sofia                              | Spagna              |
| Principe              | Vittorio Emanuele                  | Italia              |
| Principessa           | Marina                             | Italia              |
| Principe              | Takahito, principe Mikasa          | Giappone            |
| Principessa           | Yuriko, principessa Mikasa         | Giappone            |
| Principe              | Bhanubandhu Yugala                 | Thailandia          |
| Principe              | Moulay Abdallah                    | Marocco             |
| Principessa           | Lamia                              | Marocco             |
| Governatore Generale  | Roland Michener                    | Canada              |
| Governatore Generale  | Paul Hasluck                       | Australia           |

### Presidenti e Primi Ministri
| Titolo                         | Ospite                    | Paese              |
| ------------------------------ | ------------------------- | ------------------ |
| Presidente                     | Josip Broz Tito           | Jugoslavia         |
| First Lady                     | Jovanka Broz              | Jugoslavia         |
| Presidente                     | Nikolaj Podgornyj         | Unione Sovietica   |
| Presidente                     | Franz Jonas               | Austria            |
| Presidente                     | Todor Živkov              | Bulgaria           |
| Presidente                     | Urho Kekkonen             | Finlandia          |
| Presidente                     | Cevdet Sunay              | Turchia            |
| Presidente                     | Pál Losonczi              | Ungheria           |
| Presidente                     | Suharto                   | Indonesia          |
| Presidente                     | Ludvík Svoboda            | Cecoslovacchia     |
| Presidente                     | Yahya Khan                | Pakistan           |
| Presidente                     | Sulayman Farangiyye       | Libano             |
| Presidente                     | Jacobus Johannes Fouché   | Sudafrica          |
| Presidente                     | Léopold Sédar Senghor     | Senegal            |
| Presidente                     | Varahagiri Venkata Giri   | India              |
| Presidente                     | Moktar Ould Daddah        | Mauritania         |
| Presidente                     | Hubert Maga               | Benin              |
| Presidente                     | Nicolae Ceaușescu         | Romania            |
| First Lady Primo ministro      | Elena Ceaușescu           | Romania            |
| Presidente                     | Mobutu Sese Seko          | Zaire              |
| Primo Ministro                 | Jacques Chaban-Delmas     | Francia            |
| Primo Ministro                 | Kim Jong-pil              | Corea del Sud      |
| Primo Ministro                 | Emilio Colombo            | Italia             |
| Primo Ministro                 | Prince Makhosini          | eSwatini           |
| Vice Presidente                | Husayn al-Shafi'i         | Egitto             |
| Vice Presidente                | Mieczysław Klimaszewski   | Polonia            |
| Vice Presidente                | Spiro Agnew               | Stati Uniti        |
| Presidente del Senato federale | Petrônio Portella Nunes   | Brasile            |
| Presidente del Bundestag       | Kai-Uwe von Hassel        | Germania Ovest     |
| Ministro degli Esteri          | Rui Patricio              | Portogallo         |
| First Lady                     | Imelda Marcos             | Filippine          |
| Cardinale                      | Maximilien de Fürstenberg | Città del Vaticano |
| Ex Presidente                  | Friedrich Traugott Wahlen | Svizzera           |
| Ambasciatori in Pakistan       | Zhang Tong                | Cina               |

## Film
L'ente cinematografico iraniano produsse un documentario sulle celebrazioni, intitoloato Forugh-e Javidan (in persiano: فروغ جاویدان) e Flames of Persia in inglese. Venne diretto da Farrokh Golestan e Orson Welles accetto di fare da voce narrante, sul testo in inglese scritto da Macdonald Hastings, in cambio del fatto che il fratellastro dello Scià finanziò il suo film, The Other Side of the Wind. Il film era dedicato ad un pubblico occidentale. Nonostante l'obbligo di programmare il film in 60 cinema di Teheran, la sua "retorica surriscaldata" e il risentimento popolare alla stravaganza della manifestazione, non ebbe gran successo.

## Oggi

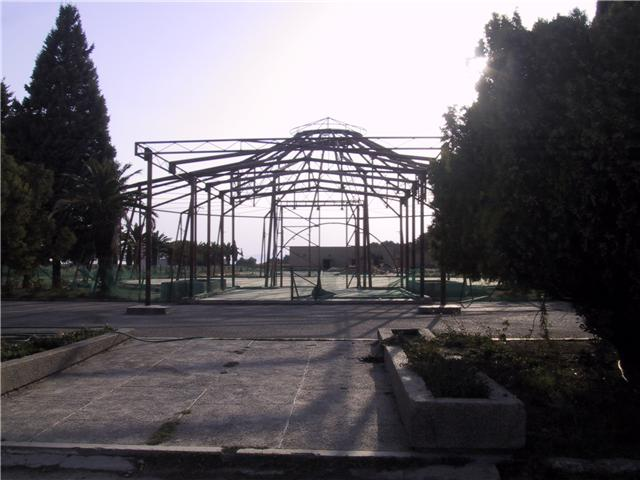
Rovine delle tende usate durante la celebrazione, 2007

Persepoli rimane una grande attrazione turistica dell'Iran e a quanto pare ci sono suggerimenti per riabilitare il sito archeologico in quanto proclamazione della storia iraniana. Nel 2005, è stato visitato da circa 35 000 visitatori durante il capodanno iraniano.
La città tendata rimase operativa fino al 1979, per attività private e governative, quando fu saccheggiata dagli attivisti pro-Khomeini dopo la partenza dello Scià. I tondini di ferro delle tende e le strade dell'area del festival, restano e sono aperte come un parco, ma non ci sono indicazioni o riferimenti a ciò che erano. La rinominata Torre Azadi rimane come un importante punto di riferimento a Teheran.